# Gift for Fanks Video since 1985-1988
『Gift for Fanks Video since 1985-1988』（ギフト・フォー・ファンクス・ビデオ・シンス・ナインティーンエイティファイブ - ナインティーンエイティエイト）は、日本の音楽ユニットTM NETWORKが1988年8月21日にリリースしたミュージック・ビデオ作品集である。VHS、Beta、LDの3規格でリリースされており、2005年3月9日にはDVDで再リリースされている。

## メンバー
- 小室哲哉：キーボード
- 宇都宮隆：ボーカル
- 木根尚登：ギター

## 収録曲
全編曲：小室哲哉
1. Prologue for the tour "KISS JAPAN"
  - 作曲：小室哲哉
2. Come on Let's Dance
  - 作詞：神沢礼江　作曲：小室哲哉
3. Your Song
  - 作詞：小室哲哉　作曲：小室哲哉・木根尚登
4. Get Wild
  - 作詞：小室みつ子　作曲：小室哲哉
5. Self Control
  - 作詞：小室みつ子　作曲：小室哲哉
6. Kiss You
  - 作詞：小室みつ子　作曲：小室哲哉
7. Epilogue "Fool on the Planet"
  - 作詞：小室みつ子　作曲：木根尚登